# Zu Gengzhi
Ne pas confondre avec Zu Geng, roi de la dynastie Shang.
Dans ce nom, le nom de famille, Zǔ, précède le nom personnel.
Zu Gengzhi (chinois simplifié : 祖暅之 ; chinois traditionnel : 祖𣈶之 ; pinyin : Zǔ Gèngzhī ; Wade : Tsu Keng-chih), né vers 450 et mort vers 520, est un mathématicien chinois. Son prénom de courtoisie est Jingshuo (景烁chinois simplifié : 景烁 ; chinois traditionnel : 景爍) et il a également été évoqué sous le nom de Zu Geng. Il est le fils d'un autre célèbre mathématicien chinois, Zu Chongzhi.